# Calymmaria siskiyou
Espèce
Calymmaria siskiyou est une espèce d'araignées aranéomorphes de la famille des Cybaeidae.

## Distribution
Cette espèce est endémique de Californie aux États-Unis,. Elle se rencontre dans les comtés de Humboldt, de Mendocino, de Siskiyou et de Trinity.

## Description
Le mâle holotype mesure 4,03 mm et les femelles de 4,65 à 5,25 mm.

## Étymologie
Son nom d'espèce lui a été donné en référence au lieu de sa découverte, le comté de Siskiyou.

## Publication originale
- Heiss & Draney, 2004 : Revision of the Nearctic spider genus Calymmaria (Araneae, Hahniidae). Journal Of Arachnology, vol. 32, no 3, p. 457-525 (texte intégral).